# Shunsuke Nakamura
Shunsuke Nakamura, född 24 juni 1978, är en japansk före detta fotbollsspelare. Nakamura har bland annat spelat för det japanska landslaget och deltog i VM 2006 där han gjorde ett mål. Redan som femåring började Nakamura spela fotboll. Yokohama F. Marinos blev hans första klubblag.
Asteroiden 29986 Shunsuke är uppkallad efter honom.